# Metopa angustimana
Metopa angustimana är en kräftdjursart som beskrevs av Gurjanova 1948. Metopa angustimana ingår i släktet Metopa och familjen Stenothoidae. Inga underarter finns listade i Catalogue of Life.